# Pomnik poległych żołnierzy AK w Kuryłówce
Pomnik poległych żołnierzy AK w Kuryłówce – pomnik wzniesiony w 1984 roku w 40. rocznicę akcji „Burza” z inicjatywy kpt. Bronisława Sigdy w Kuryłówce na tzw. Kahlówce.
29 czerwca 1944 roku miał miejsce epilog nocnej bitwy z okupantem pod Szyszkowem. Na tzw. Kahlówce ranni partyzanci znaleźli schronienie. Zostało ono odkryte przez będących na usługach Niemców korpus kałmuków. Doszło do krótkiej, ale gwałtownej walki w wyniku, w której śmierć poniosło 9 partyzantów. Wśród poległych znajdował się dowódca zgrupowania kpt. Ernest Wodecki "Szpak".
Obecnie, na miejscu tragicznej śmierci "Szpaka" i jego żołnierzy stoi granitowy cokół, poniżej którego znajduje się odlany z brązu orzeł w koronie, trzymający w szponach tabliczkę z nazwiskami żołnierzy.